# Atalantia buxifolia
Atalantia buxifolia är en vinruteväxtart som först beskrevs av Jean Louis Marie Poiret, och fick sitt nu gällande namn av Daniel Oliver. Atalantia buxifolia ingår i släktet Atalantia och familjen vinruteväxter. Inga underarter finns listade i Catalogue of Life.